# Temple protestant de Chamonix
Le temple protestant de Chamonix est un édifice religieux situé 24 passage du Temple à Chamonix-Mont-Blanc, en Haute-Savoie. La paroisse est membre de l'Église protestante unie de France.

## Histoire
Au XIXe siècle, des Britanniques qui viennent passer l'été à Chamonix et s'organisent pour dresser une église anglicane. Le 9 juillet 1855 la Colonial and Continental Church Society de Londres achète un terrain de vingt-neuf ares pour quatre mille francs à l'extérieur du bourg. La chapelle anglaise est construite en 1859, et inaugurée l'année suivante,.
En 1871, la paroisse obtient de la préfecture l'autorisation d'établir un cimetière autour de la chapelle, les protestants n'étant pas admis dans le cimetière catholique. Une vingtaine d'alpinistes britanniques y sont enterrés. Notamment le Capitaine Arkwright, mort dans une avalanche lors de l’ascension au Mont Blanc en 1866. Le 16 septembre 1911, l'alpiniste anglais Edward Whymper meurt à Chamonix à 71 ans. La chapelle anglaise accueille son service funèbre et il est enterré dans le cimetière protestant. Sa tombe est déplacée deux ans plus tard lors de l'ouverture du cimetière de Biollay.
En 1901 la gare de Chamonix-Mont-Blanc est construite à proximité de l'église, et le quartier s'urbanise.
Après la Première Guerre mondiale, les Britanniques viennent moins à Chamonix, et le temple est utilisé par l'Église réformée de France. En 1931, les missionnaires Annie Janes Forrester et Daisy Winifred Wood s'installent à Chamonix. Elles participent au passage clandestin de Juifs pendant la Seconde Guerre mondiale. Miss Wood meurt à Chamonix en 1967, Miss Forrester rentre en Angleterre en 1969. 
Le 29 juillet 1981, les Anglais vendent définitivement la chapelle à l'Église réformée de France pour un franc symbolique. Le temple de Chamonix est membre de la paroisse d'Arve Mont-Blanc, qui rassemble cinq lieux de culte dans la vallée de l'Arve, de Bonneville à Vallorcine avec les villes de Megève, Argentière et Saint-Gervais-les-Bains,. 

## Patrimoine
La chapelle anglaise est dessinée sur le modèle d'autres églises anglicane du Royaume-Uni, avec un toit très pentu recouvert à l’origine d’ardoises des Houches, une charpente en carène de bateau renversée, un vitrail dans le chœur, de petites vitres hexagonales aux fenêtres. Le mobilier est simple, avec des bancs en bois rustique. La chaire est formée composée de panneaux de bois en forme d’ogive et ornée d’une frise sculptée de fleurs et de feuillages. Pour accompagner le chant, un harmonium en bois exotique. La table de communion est une plaque de verre transparente en équilibre sur un bloc de granite.